# Totalteater
Totalteater er en art teater, hvor alle replikker og handlinger ikke er indøvede, men i stedet improviserede.
Totalteater kan fx være en happening incrowd, dvs. på gaden blandt almindelige mennesker, som derved mere eller mindre uvidende bliver tilskuere. I de sidste par år har billige digitalkameraer og video hosting sites gjort det populært at filme disse happenings og gøre dem tilgængelige på nettet, grupper som Improv Everywhere har lavet mange sådanne happenings. Nogle ting er aftalt på forhånd, men når man står i situationen bliver man pga. publikums interaktion nødt til at improvisere. I Danmark har de 3 "slemme, slemme piger", Kia Liv Fischer, Maria Egede og Anne Kejser, har lavet mange "gade-gags" med danske mænd.
| Kunst og kultur | Spire Denne artikel om scenekunst og teater er en spire som bør udbygges. Du er velkommen til at hjælpe Wikipedia ved at udvide den. |